# I.N
I.N (hangul: 아이엔), nascido Yang Jeongin (hangul: 양정인) em 08 de fevereiro de 2001, é vocalista e dançarino sul-coreano e membro do grupo Stray Kids,

## Biografia
I.N nasceu em Busan, Coreia do Sul. Ele tem um irmão mais velho e um irmão mais novo. I.N treinou durante 2 anos com 16 anos, através do Reality Stray Kids, tornou-se membro e maknae (membro mais novo) do grupo masculino Stray Kids.

## Discografia
Ver artigo principal: Stray Kids#Discografia

## Filmografia
Filmografia do Stray Kids
| Ano     | Título             | Papel            | EP   | Canal    |
| ------- | ------------------ | ---------------- | ---- | -------- |
| 2017    | Stray Kids         | Concorrente      | 1-10 | MNET     |
| 2017-19 | The 9th            |                  |      | VLIVE    |
| 2019    | Finding Stray Kids |                  |      | MNET     |
| 2019    | A-TEEN 2           | Amigo de Ah Hyun | 16   | NAVER TV |
| +       |                    |                  |      |          |

| Título                                                 | Ano  | Artista    | Notas                  | Ref |
| ------------------------------------------------------ | ---- | ---------- | ---------------------- | --- |
| "Hellevator"                                           | 2017 | Stray Kids | MV Pré-debut           |     |
| "Beware" (Grrr 총량의 법칙)                            | 2018 | Stray Kids | Performance video      |     |
| "Young Wings" (어린 날개)                              | 2018 | Stray Kids | Performance video      |     |
| "District 9"                                           | 2018 | Stray Kids | MV                     |     |
| "Grow Up" (잘 하고 있어)"                              | 2018 | Stray Kids | MV                     |     |
| "Mirror"                                               | 2018 | Stray Kids | Performance video      |     |
| "Rock"                                                 | 2018 | Stray Kids | Street Ver.            |     |
| "My Pace"                                              | 2018 | Stray Kids | MV / Performance video |     |
| "Voices"                                               | 2018 | Stray Kids |                        |     |
| "M.I.A."                                               | 2018 | Stray Kids |                        |     |
| "Insomnia"                                             | 2018 | Stray Kids |                        |     |
| "Question"                                             | 2018 | Stray Kids |                        |     |
| "Awkward Silence" (갑자기 분위기 싸해질 필요 없잖아요) | 2018 | Stray Kids |                        |     |
| "Mixtape#2"                                            | 2018 | Stray Kids | Vídeo especial         |     |
| "Tomorrow Today"                                       | 2018 |            |                        |     |
| "I Am You"                                             | 2018 | Stray Kids |                        |     |
| "My Side" (편)                                         | 2018 | Stray Kids | Street version         |     |
| "Mixtape#3"                                            | 2018 | Stray Kids |                        |     |
| "Get Cool"                                             | 2018 | Stray Kids |                        |     |
| "(N/S)" (극과 극)                                      | 2018 | Stray Kids | Street version         |     |
| "MIROH"                                                | 2019 | Stray Kids |                        |     |
| "Boxer"                                                | 2019 | Stray Kids |                        |     |
| "Victory Song"                                         | 2019 | Stray Kids |                        |     |
| "Chronosaurus"                                         | 2019 | Stray Kids |                        |     |
| "Mixtape#4"                                            | 2019 | Stray Kids |                        |     |
| "부작용" (Side Effects)"                               | 2019 | Stray Kids |                        |     |
| "별생각" (TMT)                                         | 2019 | Stray Kids |                        |     |
| "Double Knot"                                          | 2019 | Stray Kids |                        |     |
| "Astronaut"                                            | 2019 | Stray Kids |                        |     |
| "바람 (Levanter)"                                      | 2019 | Stray Kids |                        |     |
| "You Can STAY"                                         | 2019 | Stray Kids |                        |     |
| "Mixtape : Gone Days"                                  | 2019 | Stray Kids |                        |     |
| "Double Knot (English Ver.)"                           | 2019 | Stray Kids | Vídeo performance      |     |
| "Mixtape: On Track"                                    | 2020 | Stray Kids |                        |     |
| "God‘s Menu"                                           | 2020 | Stray Kids |                        |     |
| "Blueprint"                                            | 2020 | Stray Kids |                        |     |
| "Easy"                                                 | 2020 | Stray Kids |                        |     |
| "Haven"                                                | 2020 | Stray Kids |                        |     |
| "Back Door"                                            | 2020 | Stray Kids |                        |     |
| "Ex"                                                   | 2020 | Stray Kids |                        |     |
| "Any"                                                  | 2020 | Stray Kids |                        |     |
| "Mixtape: OH"                                          | 2021 | Stray Kids |                        |     |
| "Thunderous"                                           | 2021 | Stray Kids |                        |     |
| "The View"                                             | 2021 | Stray Kids |                        |     |
| "CHEESE"                                               | 2021 | Stray Kids |                        |     |
| "Surfin‘"                                              | 2021 | Stray Kids |                        |     |
| "Gone Away"                                            | 2021 | Stray Kids |                        |     |
| "Secret Secret"                                        | 2021 | Stray Kids |                        |     |
| "Christmas EveL"                                       | 2021 | Stray Kids | MV                     |     |
| "Winter Falls"                                         | 2021 | Stray Kids |                        |     |
| "24to25"                                               | 2021 | Stray Kids |                        |     |
| "LoveSTAY"                                             | 2022 | Stray Kids |                        |     |
| "MANIAC"                                               | 2022 | Stray Kids | MV                     |     |
| "VENOM"                                                | 2022 | Stray Kids |                        |     |
| "Lonely St."                                           | 2022 | Stray Kids |                        |     |
| "FREEZE"                                               | 2022 | Stray Kids |                        |     |